# 镰荚黄耆
镰荚黄耆（学名：Astragalus arpilobus）是豆科黄芪属的植物。分布于东欧、中亚、阿富汗以及中国大陆的新疆等地，多生在沙地上，目前尚未由人工引种栽培。